# Konvoj
Konvoj je skupina vozila, obično motornih vozila ili brodova, koji putuju zajedno s međusobnom potporom i zaštitom. 

## Pomorski konvoji

### Doba jedrenja
Pomorski konvoji su se koristili godinama, i primjeri su trgovački brodovi koji putuju pod mornaričkom zaštitom još od 12. stoljeća. Uporaba pomorskih konvoja datira kada su brodovi bili razdvojeni u specijalističke klase i u nacionalne ratne mornarice. 
Od francuskih revolucionarnih ratova kasnije u 18. stoljeću, učinkovite mornaričke taktike su se razvile u gusarstvo i piratstvo. Neki konvoji su sadržavali nekoliko stotina trgovačkih brodova. Najizdržljiviji sistem konvoja su bile španjolske flote za blago, koje su plovile od 1520-ih sve do 1790. 
Kada bi trgovački brodovi plovili samostalno, gusari bi doplovili do trgovačke staze i samo bi hvatali brodove koji su bili u prolazu. Brodovi koji putuju u konvoju su bili mnogo manja meta: konvoj je bio težak za pronaći kao da je jedan brod. Čak i da je gusar pronašao konvoj i vjetar je pogodan za napad, mogao se nadati da će zarobiti samo šaćicu brodova prije nego što ostatak uspije pobjeći, i mala pratnja ratnih brodova se lako mogla onemogućiti. Kao rezultat učinkovitosti konvoja, ratno osiguranje je bilo stalno maleno za brodove koji putuju u konvoju:
Mnoge pomorske bitke u Dobi jedrenja su se odvijale oko konvoja, uključujući:

- Bitka kod Portlanda (1653.)
- Bitka kod Ushanta (1781.)
- Bitka kod Dogger Banka (1781.)
- Veličanstveni Prvi Lipanj (1794.)
- Bitka kod Pulo Auraa (1804.)

Na kraju Napoleonskih Ratova, Kraljevska mornarica je imala sofisticirani konvojski sistem za zaštitu trgovačkih brodova. Gubici brodova koji su plovili bez konvoja su bili toliko veliki da nijednom trgovačkom brodu nije dozvoljeno putovati bez pratnje.